# Naita Aka-Oni

Naita Aka-Oni (泣いた赤鬼 ; « L'Oni rouge qui pleurait ») est un conte japonais pour enfant, écrit par Hamada Hirosuke en 1933 ,, avant d'être édité dans un recueil intitulé Hirosuke Hiragana dowa (ひろすけひらかな童話) en juillet 1935 . Il raconte l’histoire des déboires d’une amitié entre deux oni, des monstres emblématiques du folklore japonais souvent associé à des ogres ou à des démons.

## Résumé
Un oni rouge habitait seul dans une montagne. Il voulait devenir ami avec les gens du village. Pour cela il mit un panneau qui disait : « Voici la maison d'un gentil oni. Tout le monde est le bienvenu. Il y a de bons gâteaux et il y a aussi du thé ». Mais, comme les gens du village doutaient de l'oni, personne ne vint. Il en fut attristé et dépité. Finalement, il se mit en colère et arracha le panneau.
Alors qu'il était au comble de la tristesse, son ami l'oni bleu lui rendit visite. L’oni bleu l'écouta et eut une idée. Son plan était d'aller attaquer le village et que l’oni rouge allait venir l'arrêter pour protéger les villageois ; grâce à cela ils comprendraient que l'oni rouge était gentil.
Bien que l'oni rouge ne voulût pas le faire, l'oni bleu l'emmena au village de force.
Finalement, son plan se passa comme prévu. L'oni bleu attaqua les enfants du village, et l’oni rouge les protégea de toutes ses forces. Son plan fut donc un succès. Grâce à cela, l’oni rouge devint ami avec les gens du village. Ils venaient souvent chez lui à partir de ce moment-là.
Comme l'oni rouge était arrivé à devenir ami avec eux, ils s'amusaient ensemble tous les jours. L'oni rouge passait des jours heureux.
Pourtant, il avait un souci. Ce qui l'inquiétait, c'est que l'oni bleu ne venait plus chez lui.
Alors, il décida de lui rendre visite pour le voir et aussi pour lui raconter ce qui se passait.
Mais la porte de chez lui était fermée.
Et il trouva une affiche qui disait : « Toi, l'oni rouge, habite avec les gens du village et amuse-toi bien. Si tu es avec moi, ils devront te considérer comme un méchant oni. Alors, je pars de chez moi. Mais je ne t'oublierai jamais. Adieu. Prends soin de toi. Je suis toujours ton ami. »
L’oni rouge lut la lettre de l’oni bleu plusieurs fois et pleura.
Finalement, l'oni rouge ne le revit plus jamais.

## Mentions et adaptations
- En 1989, l'Oni bleu a été adopté comme mascotte du mouvement de gentillesse « Le gentil bleu » visant à accueillir chaleureusement les touristes dans la préfecture de Kagawa[4]. Jusqu'en mars 2014, l'émission télévisée sur l'administration de la préfecture de Kagawa « La semaine de Kagawa avec l'Oni bleu gentil » était diffusée sur Nishinippon Broadcasting. Par la suite, en 2016, il a été choisi comme mascotte du système de soutien aux pompiers volontaires (un programme permettant aux pompiers volontaires de bénéficier de réductions dans les établissements participants de la préfecture) et a été renommé « Chef d'équipe Oni bleu »[5].

- Akabee, l'Oni rouge - œuvre emblématique des contes populaires créés par Terumura Teruo, un ancien disciple de l'association des contes pour enfants. Il a déclaré dans plusieurs ouvrages qu'il avait créé cette histoire en opposition à « Naita Aka-Oni ».

- En 2011, le film a été réalisé en 3D et en images de synthèse sous la direction conjointe de Takashi Yamazaki et Ryuichi Yagi, et publié sous le titre « Friends : Naki, l'esprit de l'île ».

- En 2014, la troupe Edo Itō Ayatsuri Ningyō-za (actuellement appelée Itō Ayatsuri Ningyō Itsu-za) a tenté de présenter un spectacle musical de marionnettes (scénario et mise en scène par Amano Tengai), mais n'a pas obtenu les droits d'auteur, entraînant l'annulation du spectacle. En 2016, les droits d'auteur ont été obtenus et la pièce a été jouée à Tokyo et à Yokkaichi.

- Dans la série de lights novels, adapté en manga et en animé Re:Zero, les jumelles Ram et Rem, désignées sous le nom d'ogresses dans la traduction française, sont respectivement une kijo aux cheveux roses et une kijo aux cheveux bleus à l’apparence humaine dont la force et les pouvoirs sont décuplés lorsque leur cornes apparaissent. L'intrigue et le comportement des deux personnages est directement inspiré du comte Naita Aka-Oni, directement évoqué dans le récit, où Rem a un tempérament gentil émotionnel et sensible tandis que Ram à un tempérament plus froide, distante, mais dévoué.

- En 2015, pour le 80e anniversaire de la publication du livre, la chaîne NHK BS Premium a diffusé un téléfilm intitulé « Mon Oni bleu ». Il s'agit d'une histoire originale contemporaine inspirée du motif « Et s'il y avait une suite à l'histoire de l'Oni rouge et de l'Oni bleu ».